# Liste der Baudenkmale in Wardenburg
In der Liste der Baudenkmale in Wardenburg sind die Baudenkmale der niedersächsischen Gemeinde Wardenburg und ihrer Ortsteile aufgelistet. Der Stand der Liste ist der 18. Juli 2022.

## Allgemein
In den Spalten befinden sich folgende Informationen:
- Lage: die Adresse des Baudenkmales und die geographischen Koordinaten. Kartenansicht, um Koordinaten zu setzen. In der Kartenansicht sind Baudenkmale ohne Koordinaten mit einem roten Marker dargestellt und können in der Karte gesetzt werden. Baudenkmale ohne Bild sind mit einem blauen Marker gekennzeichnet, Baudenkmale mit Bild mit einem grünen Marker.
- Bezeichnung: Bezeichnung des Baudenkmales
- Beschreibung: die Beschreibung des Baudenkmales. Unter § 3 Abs. 2 NDSchG werden Einzeldenkmale und unter § 3 Abs. 3 NDSchG Gruppen baulicher Anlagen und deren Bestandteile ausgewiesen.
- ID: die Objekt-ID des Baudenkmales
- Bild: ein Bild des Baudenkmales, ggf. zusätzlich mit einem Link zu weiteren Fotos des Baudenkmals im Medienarchiv Wikimedia Commons. Wenn man auf das Kamerasymbol klickt, können Fotos zu Baudenkmalen aus dieser Liste hochgeladen werden:

## Hundsmühlen
| Lage                                              | Bezeichnung    | Beschreibung | ID       | Bild |
| ------------------------------------------------- | -------------- | --- | -------- | ---- |
| Achternmeerer Straße 7 53° 5′ 55″ N, 8° 10′ 48″ O | Herrenhaus     | Herrenhaus des Gutes Hundsmühlen, mit der Hauptfront dem offenen Hof des Gutes zugewandt. Zweigeschossiger Putzbau von fünf Achsen. Rechter Trakt dreiachsig und giebelständig mit segmentbogigen Fenstern unter Satteldach, mit Schweifgiebel. Mittlerer Trakt traufständig unter Satteldach, mit Eingang gerahmt von Halbsäulen und unter Vordach. Links dreigeschossiger Eckturm mit dreiteiligen Kreuzstockfenstern unter Schweifhaube mit spitzem Dachreiter. Putz- und Werksteingliederung: geschossteilende Gesimse, Erdgeschoss mit Quaderung, Turm mit Kantenquaderung, Fensterrahmungen, am Giebel Besatz mit Kugeln und Obelisken, unter dem oberen Turmfenster Brüstungsrelief. Erbaut 1900, 1974 Brand. | 35973937 | BW   |
| Achternmeerer Straße 53° 5′ 51″ N, 8° 10′ 40″ O   | Straße         | Pflasterstraße zwischen Hundsmühlen und Korsorsberg. Beginnend am Gut Hundsmühlen, dort zunächst ca. 200 Meter nach Südwesten verlaufend, nach einer Rechtskurve dann drei Kilometer gerade nach Westen bis zur Einmündung in die Korsorsstraße führend. Pflaster aus Hartbrandklinkern mit Randsteinen in Naturstein. Im ost-westlich verlaufenden Teilstück beidseitig begleitet von einer Eichenallee, auf der Nordseite parallel außerdem ein Entwässerungsgraben. Ehemalige Erschließungsstraße aus der Zeit der Moorkolonisation im späten 19. Jh. | 35975097 | BW   |
| Achternmeerer Straße 53° 5′ 49″ N, 8° 9′ 31″ O    | Allee          | Beidseitige Eichenallee entlang der Straße von Hundsmühlen nach Korsorsberg auf dem drei Kilometer langen ost-westlich verlaufenden Teilstück. Angelegt bei der Moorkolonisation im späten 19. Jh. | 35976460 | BW   |
| Hunoldstraße 40 53° 6′ 27″ N, 8° 11′ 8″ O         | Gulfhaus       | | 35975329 | BW   |
| L 870, km 5 53° 5′ 52″ N, 8° 11′ 47″ O            | Kilometerstein | Massiver Block mit rechteckigem Querschnitt, parallelen vertikalen Kanten und segmentbogenförmig gewölbtem Kopf. Auf der Vorderseite querrechteckiges eingetieftes Feld, darauf modernes Metallschild. Historische Chaussee Oldenburg-Osnabrück, das Teilstück bis Damme 1834-1837 angelegt. 1874 auf Kilometer umgestellt, dabei die alten Meilensteine wiederverwendet. | 35974445 | BW   |

## Wardenburg
| Lage                                                        | Bezeichnung                                      | Beschreibung | ID       | Bild           |
| ----------------------------------------------------------- | ------------------------------------------------ | --- | -------- | -------------- |
| Am Glockenturm / Friedrichstraße 53° 3′ 54″ N, 8° 11′ 25″ O | Marienkirche                                     | Flachgedeckte Saalkirche aus geschlämmtem Backstein mit quadratischem Westturm und 5/8-Chorschluss. Schlanker Turm mittig vorgesetzt, unverputzt, unter Knickpyramide. An den westlichen Schiffsecken schräggestellte Strebepfeiler. Am Schiff und Chorschluss Spitzbogenfenster. Innen Ausstattung der Zeit um 1800 und barocke Totenschilde. 1270 erstmals erwähnt, 1538 abgebrannt, 1578 erneuert. Im Kern spätmittelalterlich (ehemals wohl gewölbt). Turm 1959 auf den Fundamenten des abgebrochenen Vorgängers erbaut, gleichzeitig Chorerweiterung nach Osten und Umbau der Emporen. | 35974043 | Weitere Bilder |
| Am Glockenturm 53° 3′ 55″ N, 8° 11′ 28″ O                   | Glockenturm                                      | Freistehend östlich der Kirche an der Nordostecke des Friedhofs. Backsteinturm auf quadratischem Grundriss mit mittiger Rundbogendurchfahrt unter Pyramidendach. Niedriges zweites OG als verschalte Holzkonstruktion. Erbaut wohl im 16. Jh. | 35974012 |                |
| Am Glockenturm / Friedrichstraße 53° 3′ 56″ N, 8° 11′ 24″ O | Friedhof                                         | Friedhof um die Wardenburger Marienkirche, im Kern mittelalterlich. Parkartig gestaltet mit Bäumen, Wegen und Gräbern. Umgeben von einer Mauer aus Backstein mit Eisentoren. | 35976414 | BW             |
| Am Glockenturm / Patenbergsweg 53° 3′ 56″ N, 8° 11′ 29″ O   | Baumbestand                                      | Auf beiden Seiten des nördlichen Teils der Straße Am Glockenturm und auf der Nordseite des östlichen Teils des Patenbergswegs einige markante alte Bäume (Eichen und Linden). | 35976484 | BW             |
| Am Glockenturm 4 53° 3′ 55″ N, 8° 11′ 27″ O                 | Stellmacherei Stöver (Wohn-/ Wirtschaftsgebäude) | Ehemaliges Zweiständerhallenhaus mit Backsteinaußenmauern unter Schopfwalmdach. Später erhöht und der Wohnteil durch quergestellten Trakt unter Schopfwalmdach mit Niedersachsengiebeln erweitert. Kernbau datiert 1873. | 35974155 | BW             |
| Am Glockenturm 4 53° 3′ 55″ N, 8° 11′ 28″ O                 | Stellmacherei Stöver (Stellmacherei)             | Kleines Fachwerkgebäude mit Backsteinausfachungen unter Schopfwalmdach. Originale Innenausstattung der Stellmacherei erhalten. Erbaut 1903, seit 1913 als Stellmacherwerkstatt genutzt. | 35974100 |                |
| Am Glockenturm 4 53° 3′ 56″ N, 8° 11′ 27″ O                 | Stellmacherei Stöver (Trockenschuppen)           | Ehem. Lager- und Trockenschuppen der Stellmacherei. Fachwerkbau, im unteren Teil Backsteinausfachungen, im oberen Teil verbohlt, unter Schopfwalmdach. Auf beiden Seiten jüngere Anbauten unter Pultdächern. Erbaut wohl 1913 oder wenig später. | 35974128 | BW             |
| Friedrichstraße 29 53° 3′ 49″ N, 8° 11′ 32″ O               | Gulfhaus                                         | Gulfhaus aus Backstein aus Wohnteil und dahinter Wirtschaftsteil, beide firstparallel, der Wohnteil schmaler und nach rechts versetzt. Wohnteil eingeschossig und fünfachsig mit Segmentbogenfenstern, um die Bögen Rahmenleiste. Gulfgerüst in Oberrähmgefüge, Stall mit preußischer Kappendecke. Wohnteil datiert 1904, Wirtschaftsteil datiert 1906. | 35975378 | BW             |
| Friedrichstraße 59 53° 3′ 56″ N, 8° 11′ 19″ O               | Alte Schmiede                                    | Kleiner giebelständiger Fachwerkbau mit Backsteinausfachungen unter Schopfwalmdach. Erbaut in der 1. Hälfte des 18. Jhs. Bis 1834 Schusterwerkstatt, dann Schmiede; 1972 Betrieb eingestellt. | 35974232 | BW             |
| L 870, km 10 53° 3′ 24″ N, 8° 12′ 2″ O                      | Kilometerstein                                   | Massiver Block mit rechteckigem Querschnitt, parallelen vertikalen Kanten und segmentbogenförmig gewölbtem Kopf. Auf der Vorderseite querrechteckiges eingetieftes Feld mit Resten weißer Farbfassung. Historische Chaussee Oldenburg-Osnabrück, das Teilstück bis Damme 1834-1837 angelegt. 1874 auf Kilometer umgestellt, dabei die alten Meilensteine wiederverwendet. | 35974467 | BW             |
| Patenbergsweg 1 53° 3′ 53″ N, 8° 11′ 31″ O                  | Wohn-/ Wirtschaftsgebäude                        | Zweiständerhallenhaus mit Backsteinaußenmauern (Wohngiebel verputzt) unter Schopfwalmdach. Innengerüst vollständig erhalten. Umgeben von einer Hecke. Datiert 1853, Umbau datiert 1906. | 35974259 | BW             |
| Patenbergsweg 14 53° 3′ 58″ N, 8° 11′ 25″ O                 | Wohn-/ Wirtschaftsgebäude                        | Zweiständerhallenhaus mit Backsteinaußenmauern unter Schopfwalmdach. Datiert 1896. | 35974072 | BW             |
| Patenbergsweg 14 53° 3′ 57″ N, 8° 11′ 24″ O                 | Garten                                           | Hausgarten mit Obstbäumen, Rabatten usw., umfriedet von einer Hecke. | 35976388 | BW             |
| Patenbergsweg 19 53° 4′ 1″ N, 8° 11′ 17″ O                  | Wohn-/ Wirtschaftsgebäude                        | Zweiständerhallenhaus mit Backsteinaußenmauern unter Schopfwalmdach mit Niedersachsengiebeln, z.T. in Reetdeckung. Am Wirtschaftsgiebel traufseitig links angebaute Backstein- und Fachwerkscheune mit Querdurchfahrt Schopfwalmdach. Datiert 1836, der Anbau wohl etwas jünger. | 35974285 | BW             |
| Patenbergsweg 19 53° 4′ 2″ N, 8° 11′ 17″ O                  | Garten                                           | Gartengrundstück mit markantem alten Baumbestand (u. a. Eichen und Kastanien). | 35976533 | BW             |

## Westerholt
| Lage                                    | Bezeichnung                           | Beschreibung | ID       | Bild |
| --------------------------------------- | ------------------------------------- | --- | -------- | ---- |
| Ziegeleiweg 7a 53° 4′ 25″ N, 8° 9′ 6″ O | Ziegelei Westerholt (Wohnhaus)        | Im Nordwesten der Ziegelei gelegener eingeschossiger Backsteinbau unter Satteldach. Erbaut 1942. | 35973764 | BW   |
| Ziegeleiweg 11 53° 4′ 24″ N, 8° 9′ 8″ O | Ziegelei Westerholt (Ringofen)        | Längsovaler Hofmannscher Ringofen aus Backstein mit 20 Brennkammern und zentralem runden Schornstein. Über dem Ofen großes Schutzdach als Fußwalmdach auf seitlich offener Holzkonstruktion (Ständer auf Backsteinsockeln). Auf der Nordseite eine Schleppgaupe. Erbaut 1925. 1992-1993 instand gesetzt, dabei der Schornstein um zwei Meter verkürzt. | 35973791 | BW   |
| Ziegeleiweg 11 53° 4′ 24″ N, 8° 9′ 7″ O | Ziegelei Westerholt (Maschinenhaus)   | Backsteinbau unter Satteldach mit verbohlten Giebeln. Nach Westen flachgedeckter Trakt und im rechten Winkel Anbau unter Satteldach. Freistehender, sich nach oben verjüngender Schornstein auf quadratischem Grundriss. Im Kern wohl 1845-1846 erbaut.                                                                                                | 35973861 | BW   |
| Ziegeleiweg 11 53° 4′ 24″ N, 8° 9′ 7″ O | Ziegelei Westerholt (Trockenschuppen) | Unmittelbar westlich des Ringofens gelegen. Trockenschuppen in offener Holzkonstruktion (im oberen Teil verbrettert) unter Schopfwalmdach. Trockengestelle vorhanden. Erbaut wohl 1925 zusammen mit dem Ringofen oder wenig später. | 35973838 | BW   |
| Ziegeleiweg 11 53° 4′ 25″ N, 8° 9′ 8″ O | Ziegelei Westerholt (Trockenschuppen) | Nördlich des Ringofens gelegen. Teils verbohlte, teils offene Holzkonstruktion unter drei firstparallelen Satteldächern. Trockengestelle erhalten. Ehemals um sechs weitere Schiffe nach Norden fortgeführt, fehlender Gebäudeteil abgebrochen. Erbaut wohl 1925 zusammen mit dem Ringofen oder etwas später.                                          | 35974397 | BW   |
| Ziegeleiweg 11 53° 4′ 22″ N, 8° 9′ 7″ O | Ziegelei Westerholt (Trockenschuppen) | Großer freistehender Trockenschuppen südlich des Ringofens. Offene, im oberen Teil verbohlte Holzkonstruktion unter Schopfwalmdach. Trockengestelle erhalten. Erbaut wohl zusammen mit dem Ringofen 1925 oder kurz danach. | 35973815 | BW   |
| Ziegeleiweg 11 53° 4′ 28″ N, 8° 9′ 6″ O | Ziegelei Westerholt (Tonkuhle)        | Tonkuhle der 1846 gegründeten Ziegelei, bis 1966 genutzt und dabei laufend vergrößert. Heute als Fischteich genutzt, Randbereiche zugewachsen. | 35974420 | BW   |

## Außerhalb
| Lage                                                                    | Bezeichnung               | Beschreibung | ID       | Bild |
| ----------------------------------------------------------------------- | ------------------------- | --- | -------- | ---- |
| (Achternholt) Münsterscher Damm 53° 2′ 52″ N, 8° 9′ 18″ O               | Schafstall                | Schräg gegenüber des Hauses Münsterscher Damm 30. Niedriger Backsteinbau unter Schopfwalmdach. An den Giebeln Fachwerk. Längsdurchfahrt. Umgeben von alten markanten Eichen. Erbaut 1890. | 35973911 | BW   |
| (Achternmeer) Achtern Busch 69 53° 4′ 44″ N, 8° 7′ 13″ O                | Hof Wille ("Rauchhaus")   | Zweiständerhallenhaus in Fachwerk mit Backsteinausfachungen unter Schopfwalmdach mit Niedersachsengiebeln in Reetdeckung. Außenwände z. T. in Backstein erneuert. Am Wirtschaftsgiebel linksseitig etwas jüngerer Stallanbau in Backstein unter Satteldach. Erbaut 1836. | 35973714 | BW   |
| (Achternmeer) Achtern Busch 69 53° 4′ 43″ N, 8° 7′ 14″ O                | Baumbestand               | Alter markanter Baumbestand (vor allem Eichen) auf dem Grundstück. | 35976510 | BW   |
| (Charlottendorf Ost) L 870, km 10 53° 0′ 49″ N, 8° 11′ 51″ O            | Kilometerstein            | Vor dem Haus Oldenburger Straße 657. Massiver Block mit rechteckigem Querschnitt, parallelen, vertikalen Kanten und segmentbogenförmig gewölbtem Kopf. Auf der Vorderseite querrechteckiges eingetieftes Feld mit modernem Blechschild. Historische Chaussee Oldenburg-Osnabrück, das Teilstück bis Damme 1834-1837 angelegt. 1874 auf Kilometer umgestellt, dabei die alten Meilensteine wiederverwendet. | 35975354 | BW   |
| (Fünfhausen) Wassermühlenweg 22 53° 3′ 21″ N, 8° 10′ 22″ O              | Wohn-/ Wirtschaftsgebäude | Zweiständerhallenhaus mit Backsteinaußenmauern unter Schopfwalmdach mit Niedersachsengiebeln in Reetdeckung. Auf der Südseite moderne Schwalbenschwanzgaupe. Datiert 1870. | 35973986 | BW   |
| (Höven) Huntloser Straße 177 53° 2′ 18″ N, 8° 13′ 59″ O                 | Wohn-/ Wirtschaftsgebäude | Zweiständerhallenhaus mit Backsteinaußenwänden unter Schopfwalmdach. Innengerüst original erhalten, im Flettbereich Wohnwand mit Delfter Fliesen. Am Wirtschaftsgiebel traufseitig links Stallanbau unter Satteldach. Datiert 180.. | 35975282 | BW   |
| (Littel) Ahrensberg 10 53° 1′ 34″ N, 8° 9′ 43″ O                        | Wohn-/ Wirtschaftsgebäude | Zweiständerhallenhaus mit Backsteinaußenmauern unter Schopfwalmdach. Wirtschaftsgiebel mit unterschiedlichen Backssteintypen und Ziersetzungen. Datiert 1882. | 35975259 | BW   |
| (Oberlethe) Böseler Straße 20 53° 3′ 52″ N, 8° 9′ 43″ O                 | Wohn-/ Wirtschaftsgebäude | Zweiständer-Hallenhaus mit Backsteinaußenmauern unter Schopfwalmdach mit Niedersachsengiebeln. Erbaut wohl in der 2. Hälfte des 19. Jhs. | 35973887 | BW   |
| (Oberlethe) Tungeler Damm 158 53° 4′ 16″ N, 8° 9′ 52″ O                 | Wohn-/ Wirtschaftsgebäude | Zweiständerhallenhaus mit Backsteinaußenmauern unter Schopfwalmdach mit Niedersachsengiebeln in Reetdeckung. Erbaut wohl in der 2. Hälfte des 19. Jhs. | 35973962 | BW   |
| (Südmoslesfehn) Diedrich-Dannemann-Straße 234 53° 6′ 26″ N, 8° 8′ 10″ O | St. Marien                | Einschiffige flachgedeckte Saalkirche aus Backstein unter Walmdach. Auf jeder Seite des Schiffs vier segmentbogige Fenster. Vorgestellt ein zweigeschossiger quergestellter Westbau unter Satteldach in der Art eines sächsischen Querriegels. Erbaut 1937-1938. | 35974043 | BW   |
| (Tungeln) Zwischenlethe 11 53° 5′ 17″ N, 8° 11′ 5″ O                    | Wohn-/ Wirtschaftsgebäude | Zweiständerhallenhaus mit Backsteinaußenmauern unter Schopfwalmdach mit Niedersachsengiebeln in Reetdeckung. Am Wirtschaftsgiebel linksseitig Stallanbau in Backstein unter Satteldach. Großes Gartengrundstück mit markantem alten Baumbestand. Datiert 1864. | 35974372 | BW   |
| (Westerburg) Dorfweg 7 53° 1′ 19″ N, 8° 14′ 2″ O                        | Wohn-/ Wirtschaftsgebäude | Zweiständerhallenhaus mit Backsteinaußenmauern (Klinker) unter Schopfwalmdach mit Niedersachsengiebeln in Reetdeckung. Datiert 1865. | 35975305 | BW   |
| (Westerburg) Zum Hansberg 14 53° 1′ 12″ N, 8° 14′ 38″ O                 | Wohn-/ Wirtschaftsgebäude | Zweiständerhallenhaus mit Backsteinaußenmauern unter Schopfwalmdach. Öffnungen korbbogig mit Backsteinziersetzungen über den Bögen. Datiert 1900. | 35975236 | BW   |